# Creagrus furcatus
La gaviota de las Galápagos (Creagrus furcatus), también conocida como gaviota tijereta, gaviota rabihorcada o gaviota de cola bifurcada, es una especie de ave charadriforme de la familia de las gaviotas (Laridae). Es nidificante endémica de las islas Galápagos aunque puede verse también en las costas continentales e insulares ecuatorianas, peruanas y chilenas. Es el único miembro del género Creagrus.

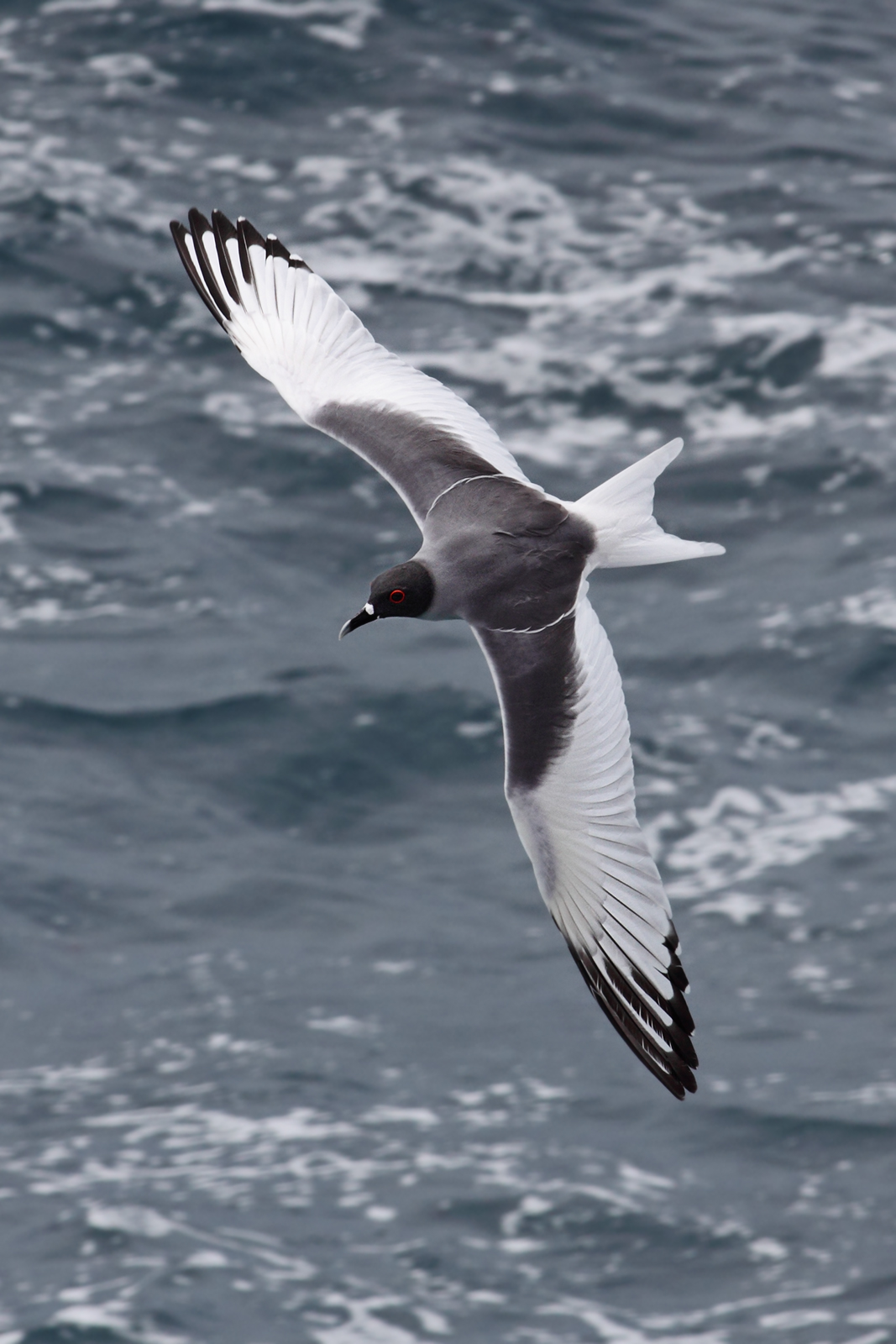
Una gaviota de las Galápagos sobrevolando la isla Española.